# Scalmicauda argenteomaculata
Scalmicauda argenteomaculata är en fjärilsart som beskrevs av Aurivillius 1892. Scalmicauda argenteomaculata ingår i släktet Scalmicauda och familjen tandspinnare. Inga underarter finns listade.